# Uroporfirinogênio I
Uroporfirinogênio I é um isômero de uroporfirinogênio III, um intermediário metabólico na biossíntese de heme. Uroporfirinogênio I é produzido em menores quantidades em porfiria aguda intermitente.

## Contexto biossintético
O tetrapirrol chamado hidroximetilbilano é normalmente convertido pela ação de uroporfirinogênio III sintase a uroporfirinogênio III. Uroporfirinogênio III é posteriormente convertido em coproporfirinogênio III e a heme. Se. entretanto, não há uroporfirinogênio III sintase presente, hidroximetilbilano irá espontaneamente ciclar-se em uroporfirinogênio I, o qual é então convertido em coproporfirinogênio I, também por uroporfirinogênio III decarboxilase.
A diferença entre as duas formas, são os arranjos dos quatro grupos carboxietilo (grupos "P" ) e os quatro grupo carboximetilo (grupos "A"). A conversão não enzimática a uroporfirinogênio I resulta na sequência AP-AP-AP-AP, enquanto a conversão enzimática em uroporfirinogênio III leva à reversão de um grupo AP e então um arranjo AP-AP-AP-PA.